# Pieniny Spiskie

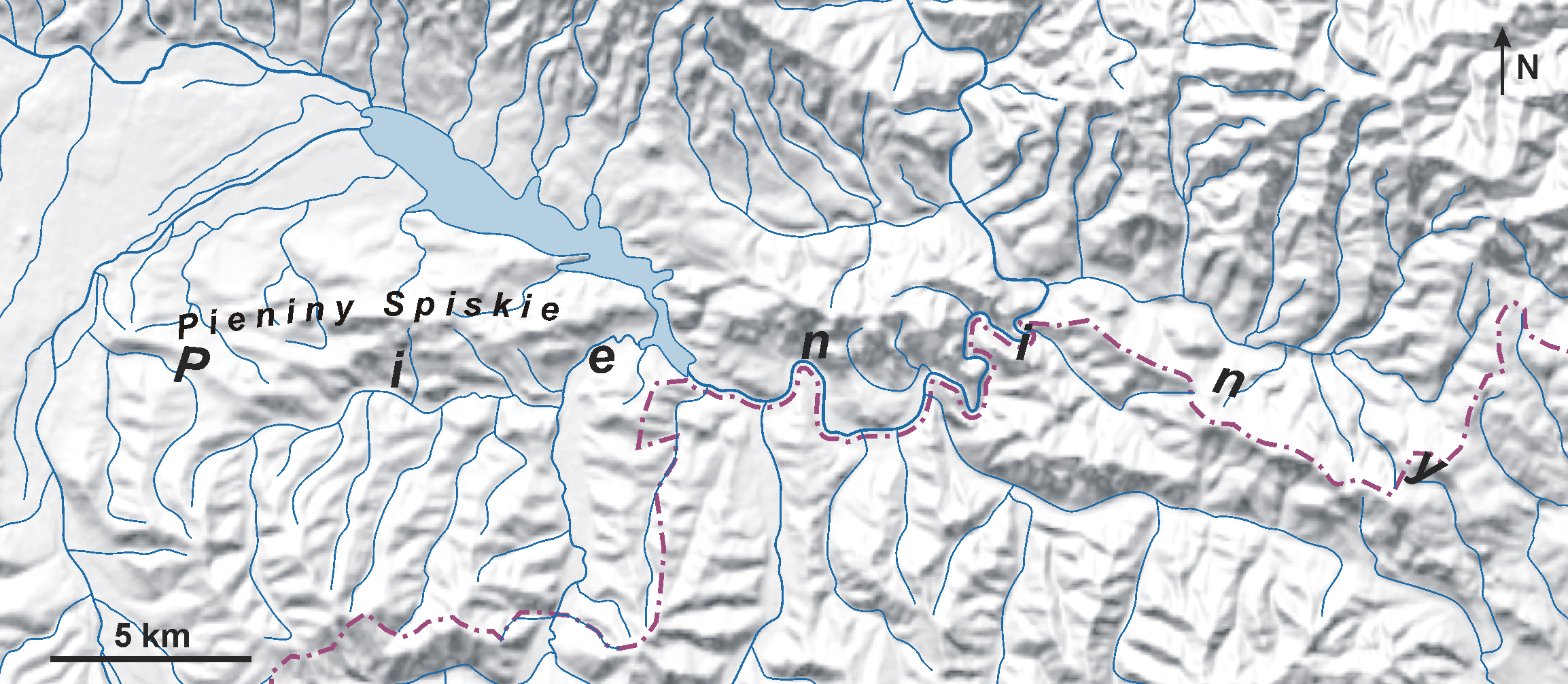
Mapa Pienin z cieniowaną rzeźbą terenu

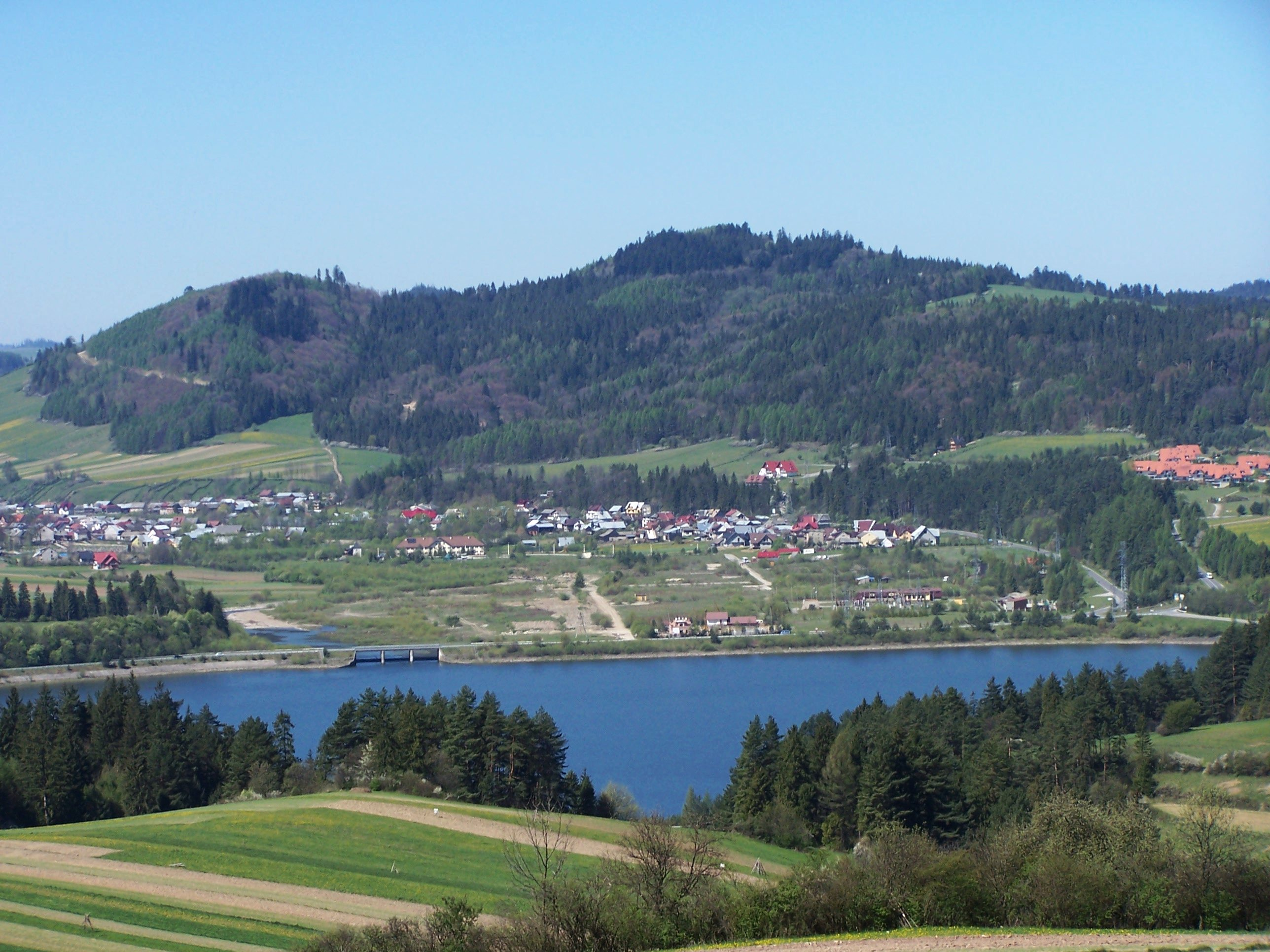
Zbiornik Sromowski, Cisówka i Hombark Niedzicki

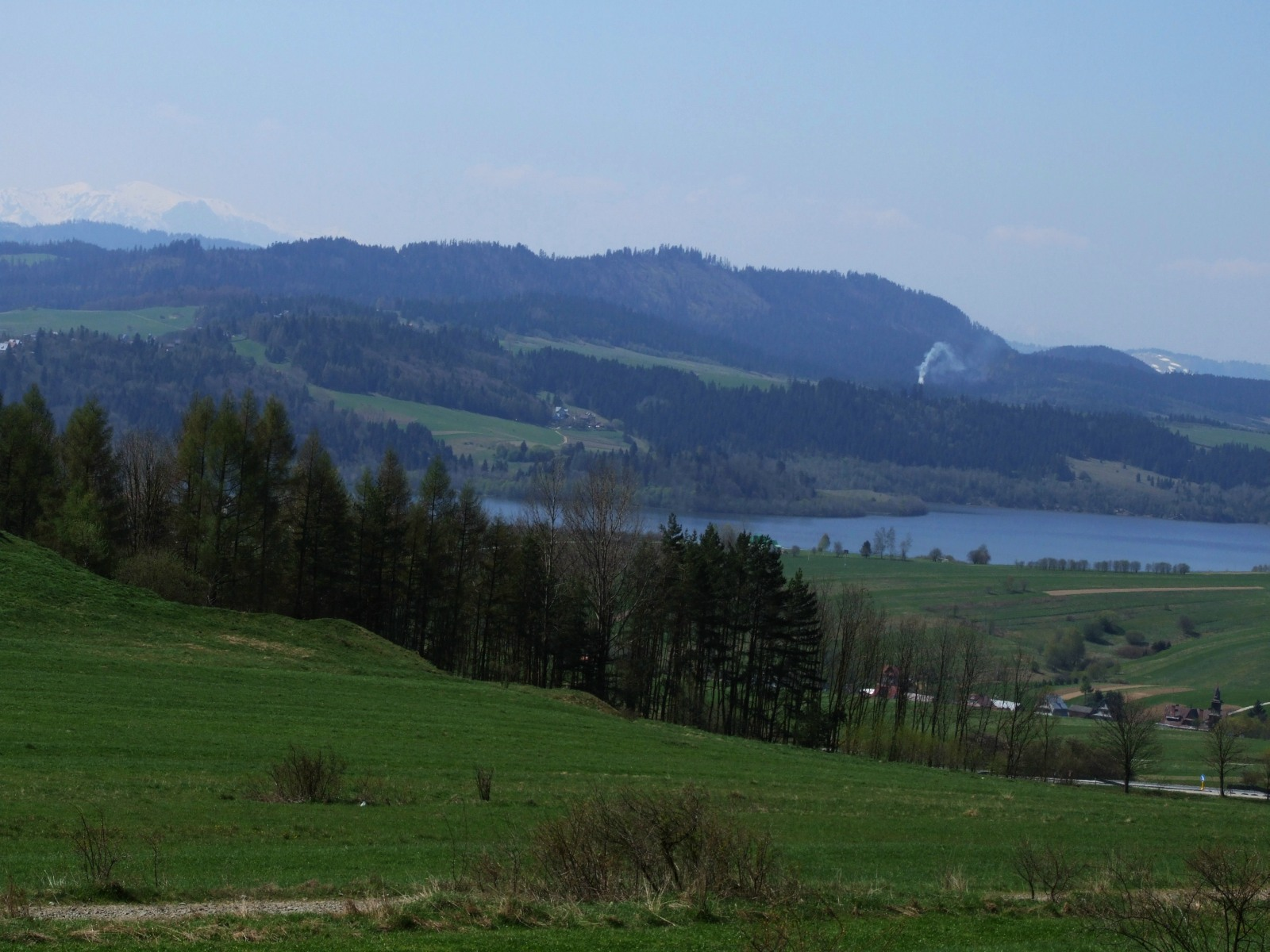
Pieniny Spiskie i Jezioro Czorsztyńskie, widok z podnóży Wdżaru

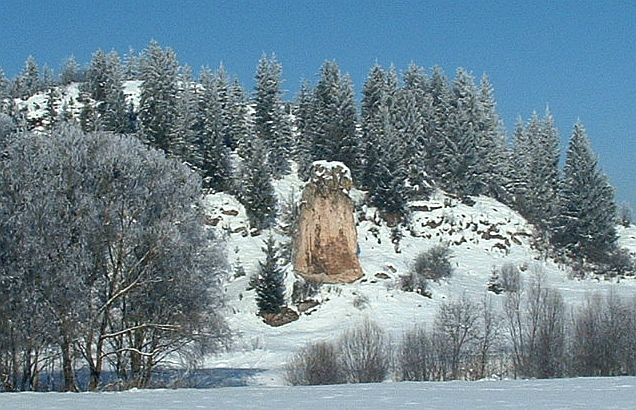
Gęśle, jedna z Dursztyńskich Skałek

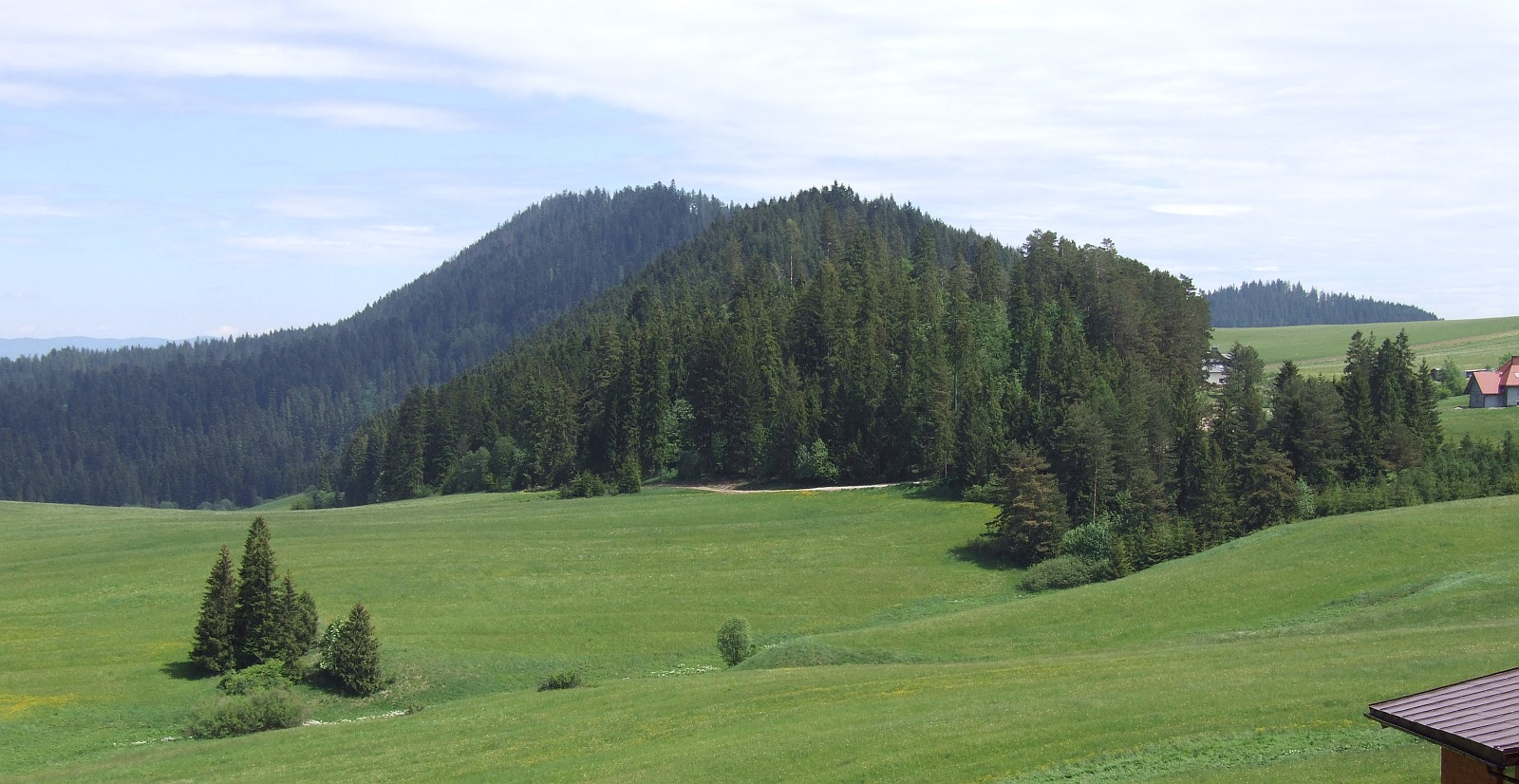
Jurgowska Góra

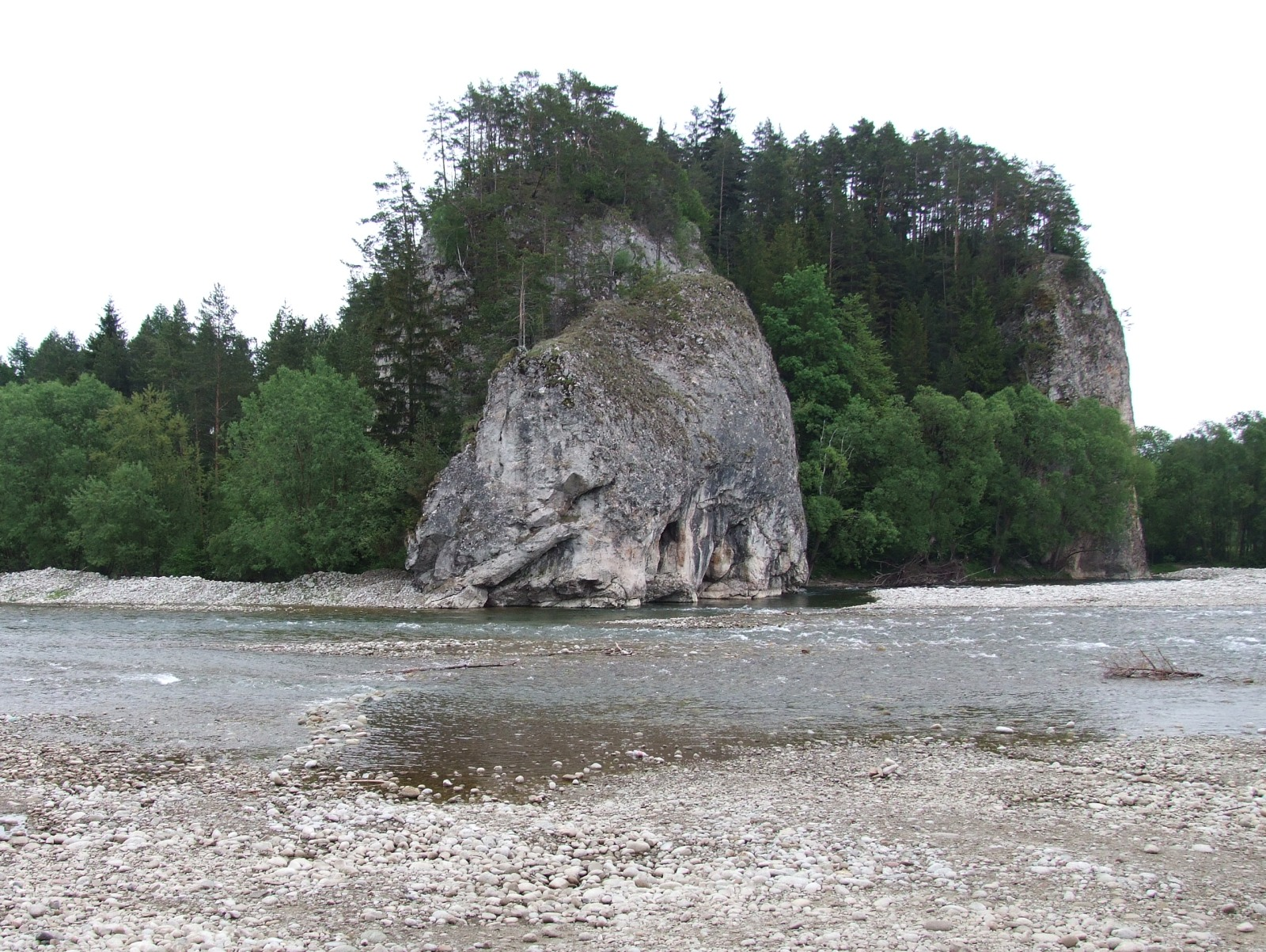
Kramnica

Pieniny Spiskie, inaczej Hombarki – region w południowej Polsce, w Karpatach Centralnych. Jest to najniższa część Pienin. Znajduje się nad prawym brzegiem Dunajca. Pod względem administracyjnym prawie całe Pieniny Spiskie znajdują się na obszarze gminy Łapsze Niżne, poza Pienińskim Parkiem Narodowym. Jedynie niewielki północno-wschodni skrawek (Zielone Skałki) włączony został w obręb tego parku.

## Topografia
Pieniny Spiskie położone są między pienińskim przełomem Dunajca a przełomem Białki między Kramnicą a Obłazową. Południową granicę tworzą Niedziczanka, Łapszanka, dolinka bezimiennego potoku między Śmietaniakiem a potokiem Słatwiny, Trybska Przełęcz i Dursztyński Potok. Długość całego pasma wynosi 14 km, szerokość 3–4 km, wysokość względna nad Jeziorem Czorsztyńskim wynosi 350 m (Żar). Najwyższym szczytem jest Żar (879 m). Główną część Pienin Spiskich tworzy równoleżnikowy wał od Niedzicy do Dursztyna, w którym wyróżnia się kolejno kulminacje: Cisówka (777 m), Barwinkowa Góra (725 m), Żar 879 m, Gajna Skała (782 m), Jurgowska Góra (733 m), Sosnowa Góra (748 m). W połowie swojej długości wał ten rozdzielony jest przełęczą Przesła. Topografowie wyróżniają jeszcze grupę Cisówek podzieloną dolinkami na kilka niewielkich grzbietów i kopulastych szczytów. Oprócz tego występuje jeszcze kilkanaście mniejszych wzniesień i skałek, m.in. są to: Hombark Niedzicki i Łapszański, Łysa Góra (739 m), Zielone Skałki, Kramnica. Grupę skał od Czerwonej Skały po Kramnicę określa się nazwą Dursztyńskie Skałki.

## Nazewnictwo
Przez miejscową ludność góry te nazywane były Hombarkami i jest to nazwa prawdopodobnie niemieckiego pochodzenia (w niem.  Hom oznacza kopę, Berg górę). W okolicy Pienin dużo jest nazw geograficznych niemieckiego pochodzenia; w pewnym okresie liczne tutaj było osadnictwo niemieckie. Kazimierz Sosnowski wprowadzał nazwę Pieniny Niedzickie, ale nie przyjęła się. Na niemieckich i austriackich mapach figurowała błędna nazwa Pasmo Braniska. Nazwę Pieniny Spiskie wprowadzono dopiero po II wojnie światowej i nie jest ona logiczna, nie obejmuje bowiem słowackiej części Pienin leżących również na Spiszu.

## Geologia i rzeźba terenu
Szczyty mają niedużą wysokość względną, ale rzeźba terenu jest dość urozmaicona. Główny grzbiet w okolicach Żaru jest skalisty, wąski i stromy. Stoki poprzecinane są dolinami, a płynące ich dnem potoki w niektórych miejscach mają nagie koryta wyrzeźbione w skale. Szczegółowo geologię tego rejonu opracował po 1951 Krzysztof Birkenmajer. Wyróżnił serie: braniską, pienińską i czorsztyńską. Pieniny Spiskie zbudowane są z wapieni zanurzonych we fliszu karpackim. Najwyższy wał Żaru zbudowany jest z twardych radiolarytów i wapieni rogowcowych. Rejon jest silnie nawodniony, występuje tutaj około 130 źródeł, głównie na wysokości 500–700 m n.p.m. Całe Pieniny Spiskie znajdują się w zlewni Dunajca. Potoki mają przebieg głównie południkowy i zasilają Przykopę, Łapszankę, Niedziczankę lub bezpośrednio Jezioro Czorsztyńskie. Stoki porośnięte są lasem, łagodniejsze są użytkowane rolniczo.

## Ludność i zabytki regionu
Pod względem historyczno-etnograficznym teren ten wchodzi w skład Spiszu. Zamieszkuje go ludność spiska pochodzenia polskiego i słowackiego. Przetrwało jeszcze wiele drewnianych zabytków budownictwa ludowego, a kilka drewnianych kościołów zaliczanych jest do czołowych zabytków na całym polskim Podtatrzu. Liczne są przydrożne kapliczki. Najbardziej znanym zabytkiem regionu jest położony na wschodnim skraju Pienin Spiskich zamek w Niedzicy.

## Przyroda
Szczegółowo przyrodę tego pasma oraz całych Skalic Nowotarskich opracowała w 1975 Krystyna Grodzińska. Jak wynika z jej monograficznej pracy, roślinność jest tutaj uboższa gatunkowo niż w pozostałych rejonach Pienin, jednak dużo bogatsza niż w znacznie większych Beskidach. Stwierdziła występowanie w tym niewielkim rejonie 786 gatunków roślin, w tym aż 112 gatunków górskich, a wśród nich 11 to gatunki alpejskie, które przywędrowały tutaj z Tatr wzdłuż koryta rzeki Białki. Bogata jest flora roślin kserotermicznych porastająca wapienne skałki. Należy do niej 120 gatunków, co stanowi 15% całej flory Pienin Spiskich.